# Рудна Горка
Рудна Горка (рос. Рудная Горка) — присілок Бокситогорського району Ленінградської області Росії. Входить до складу Борського сільського поселення.
Населення — 31 особа (2012 рік). 